# Genet Getaneh
Genet Getaneh Wendimagegnehu (6 januari 1986) is een Ethiopisch atlete, die is gespecialiseerd in de lange afstand.

## Loopbaan
In 2008 werd Getaneh derde bij de halve marathon van Parijs, vierde bij het WK halve marathon in Rio de Janeiro en tweede bij de halve marathon van New Delhi met een persoonlijk record van 1:08.18. Het jaar erop werd ze vijfde bij de marathon van Dubai en de marathon van Berlijn. In 2010 werd ze achtste bij de marathon van Dubai.
In Nederland geniet Getaneh met name bekendheid wegens het winnen van de Zevenheuvelenloop in 2010. In 2012 werd ze derde bij de marathon van Amsterdam.

## Persoonlijke records
Baan
| Onderdeel | Prestatie | Datum        | Plaats       |
| --------- | --------- | ------------ | ------------ |
| 5000 m    | 15.42,66  | 28 mei 2006  | Hengelo      |
| 10.000 m  | 32.09,50  | 26 juni 2007 | Valkenswaard |

Weg
| Onderdeel      | Prestatie | Datum            | Plaats         |
| -------------- | --------- | ---------------- | -------------- |
| 10 km          | 31.28     | 9 november 2008  | New Delhi      |
| 15 km          | 47.54     | 21 november 2010 | Nijmegen       |
| 20 km          | 1:06.34   | 12 oktober 2008  | Rio de Janeiro |
| halve marathon | 1:08.18   | 9 november 2008  | New Delhi      |
| 25 km          | 1:24.20   | 21 oktober 2012  | Amsterdam      |
| 30 km          | 1:41.08   | 21 oktober 2012  | Amsterdam      |
| marathon       | 2:25.38   | 21 oktober 2012  | Amsterdam      |

## Palmares

### 10.000 m
- 2007: 5e Scarabee in Valkenswaard - 32.09,50
- 2010:  Ethiopische kamp. in Addis Ababa - 33.22,48

### 5 km
- 2004:  Internationaler Trierer Bit-Silvesterlauf - 15.45

### 10 km
- 2004:  Great Ethiopian Run - 34.18
- 2005:  Stadsloop Appingedam - 33.31,4
- 2005:  British London Run - 33.34
- 2005:  Great Ethiopian Run - 33.05,2
- 2005: 4e São Silvestre da Amadora - 33.44
- 2006:  Zwitersloot Dak Run in Groesbeek - 33.34
- 2006:  Great Ethiopian Run - 33.14
- 2006:  São Silvestre da Amadora - 33.06
- 2007:  Parelloop - 33.28
- 2007:  Stadsloop Appingedam - 33.26
- 2007: 4e Great Ethiopian Run - 34.24,1
- 2008: 5e Resolution Asset Management Women's Run in Glasgow - 32.39

### 15 km
- 2010:  Zevenheuvelenloop - 47.54

### 20 km
- 2007:  Ethiopische kamp. in Sulutta - 1:11.29

### halve marathon
- 2007: 19e WK - 1:10.30
- 2008:  halve marathon van Parijs - 1:10.41
- 2008: 4e WK - 1:10.03
- 2008:  halve marathon van New Delhi - 1:08.18

### marathon
- 2009: 5e marathon van Dubai - 2:26.37
- 2009: 5e marathon van Berlijn - 2:27.09
- 2010: 8e marathon van Dubai - 2:30.24
- 2010: 41e marathon van Berlijn - 3:01.49
- 2011: 7e marathon van Dubai - 2:27.13
- 2011: 4e marathon van Wenen - 2:28.08
- 2011: 4e marathon van Amsterdam - 2:25.57
- 2012: 11e marathon van Boston - 2:42.11
- 2012:  marathon van Amsterdam - 2:25.38
- 2013: 8e marathon van Nagoya - 2:28.08
- 2013: 6e marathon van Lanzhou - 2:45.21